# 16444 Godefroy
16444 Godefroy (tên chỉ định: 1989 GW1) là một tiểu hành tinh vành đai chính. Nó được phát hiện bởi Eric Walter Elst ở Đài thiên văn La Silla ở Chile ngày 3 tháng 4 năm 1989. Nó được đặt theo tên Godefroy Wendelin, một nhà thiên văn học thế kỷ 16 và 17.